# ماكس فولتمان
ماكس روبن ولتمان (من مواليد 20 أغسطس 2003) هو لاعب كرة قدم إنجليزي يلعب لاعب خط وسط مع نادي ليفربول.